# Парижская декларация о морском праве
Парижская декларация о морском праве  от 16 апреля 1856 года — дипломатический акт, составленный Францией и Великобританией и принятый 55 странами.  Основная цель Декларации — отмена каперства, практики, позволявшей воюющим сторонам выдавать официальное разрешение вооружённым частным кораблям захватывать вражеские суда. Соглашение также регулировало отношения между нейтральными и воюющими сторонами в части судоходства в открытом море, вводя новые правила призов. При этом Франция настояла на отказе Великобритании от своего Правила 1756 года.

## История
По заключении Парижского мирного договора, положившего конец Крымской войне 1853–1856 гг. (подписан 30 марта 1856 г.), полномочные представители подписали декларацию по предложению графа Валевского, французского полномочного представителя. Декларация является результатом заключенного в 1854 году соглашения между Францией и Великобританией, первоначально предназначенного для условий Крымской войны. Две державы договорились, что не будут захватывать вражеские товары на нейтральных судах и нейтральные товары на вражеских судах, за исключением военной контрабанды. Воюющие стороны также договорились, что не будут выдавать каперские грамоты. Декларация также установила правила военной блокады.
Декларация как таковая не превращала каперов в новую категорию международных преступников, но возлагала на государства обязательство воздерживаться от найма каперов. До этого большинство государств обычно относились к иностранным каперам как к пиратам.
Декларацию ратифицировали 55 государств, включая Великобританию, Австрию, Францию, Пруссию, Россию, Сардинию и Османскую империю. Это была первая многосторонняя попытка систематизировать правила, которые должны были применяться в случае войны. Декларация связывала только подписантов и лишь когда они находились в состоянии войны друг с другом, и давала им право использовать каперов, когда они находились в состоянии войны с другими государствами.
Некоторые вопросы, затронутые декларацией, были разъяснены Гаагской конвенцией 1907 года.
Положения декларации позже стали рассматриваться как часть международного права. США также соблюдают Декларацию, формально не являясь её подписантом.